# كارلتون إليوت
كارلتون إليوت هو ملحن كندي، ولد في 15 مارس 1928 في ويلاند في كندا، وتوفي في 24 أغسطس 2003 في فريدريكتون في كندا.